# Aja (Lied)
Aja ist der Titelsong des Steely Dan Albums Aja  von 1977. Mit fast acht Minuten ist es der längste Song der Band und ein komplexeres Werk.

## Hintergrund
„Wir hatten in diesem Jahr großes Glück“, sagte Becker 1999 in der Dokumentation zu Classic Albums, „und wollte etwas Längeres probieren.“ Er beschreibt „Aja“ als eine Suite, die mehrere andere Songs kombinierte, an denen sie arbeiteten, einschließlich eines frühen Demo-Songs namens „Stand by the Seawall“.

## Aufnahme
Das Lied wurde während der frühen Aja-Sessions 1977 aufgenommen.
Aja war das erste Album der Gruppe, das die Musiker für jede Aufnahme benannte. Becker war mit Larry Carlton und Denny Dias Gitarrist. Carlton hatte schon auf dem Vorgänger-Album The Royal Scam gespielt. Teile der Aufnahmen aller drei wurden zusammen in die endgültige Mischung gemischt. Im 1999 Classic Albums Segment auf Aja erinnerte sich Dias, dass das Lied für die Gitarristen eine besondere Herausforderung darstellte; er zitierte „Cluster, in denen die Noten so nahe beieinander liegen, dass man die Finger nicht weit genug strecken kann, um alle Noten gleichzeitig zu spielen.“ Die endgültige Aufnahme verwendete viel von seiner Arbeit, einschließlich des langen Solos während des Instrumental-Teils des Liedes.
Fagen sang „Aja“ mit Timothy B. Schmit, der gerade Poco verlassen hatte, um sich den Eagles anzuschließen. Fagen spielte auch die Synthesizer-Parts, die für das Lied erforderlich waren. Er überließ den Großteil der Keyboards anderen. Joe Sample spielte E-Piano, Michael Omartian akustisches Piano, Chuck Rainey Bass.

### Schlagzeug-Solo
Fagen sagte: „Es gab Songs, bei denen ich Probleme erwarten würde, weil das, was ich rhythmisch wollte, so spezifisch war.“ Trotzdem war die Aufnahme schnell erledigt, im Gegensatz zu einfacheren Songs auf dem Album Aja. Ursprünglich hatten sie vor, einen Tag zu proben, bevor sie mit der Aufnahme begannen, aber nach einer Aufnahme änderten sie ihre Meinung; Steve Gadd musste nicht einstudiert werden, ebenso wenig wie der Rest der Band. Gadd nahm in zwei Takes auf, obwohl es zu improvisierende Teile gab. Es war das erste Schlagzeug-Solo auf einer Steely Dan-Platte. „Wir haben die Melodie ein wenig diskutiert und aufgrund seiner Musikalität wusste er einfach, was zu tun ist“, sagte Becker.

### Saxophon-Solo
Für das Tenorsaxophon-Solo wünschten sich Becker und Fagen Wayne Shorter, der seit 1970 mit Joe Zawinul Bandleader bei Weather Report war. Produzent Gary Katz fragte bei Shorter an, aber er lehnte ab; dann fragten sie Produzent Dick LaPalm, der Shorter kannte und bekamen eine Zusage.
Shorter bat darum, die Abschnitte vor und nach dem Teil zu hören, über den er solo spielen würde, damit er einen Bezugspunkt hätte. Shorter sagte, dass die Lektion, die er von Miles Davis gelernt hatte, darin bestand, sich auf seine Darbietung zu konzentrieren und „nicht zu viel zu verraten“. Shorter bereitete sich vor, indem er eine halbe Stunde lang mit den Noten Skalen auf dem Klavier spielte und dann drei oder vier Takes machte.
Wayne-Shorter-Biografin Michelle Mercer sagte: „Waynes Solo war majestätisch und stattlich, es spannte einen riesigen Bogen mit geschickt verschobenen Bezügen auf die Vokalmelodie.“

## Musiker
- Donald Fagen Gesang, Synthesizer
- Steve Gadd: Schlagzeug
- Wayne Shorter: Tenorsaxophon
- Denny Dias: Gitarre
- Walter Becker: Gitarre
- Larry Carlton: Gitarre
- Victor Feldman: Schlagzeug, Vibraphon
- Chuck Rainey: Bass
- Michael Omartian: Klavier
- Joe Sample: E-Piano
- Timothy B. Schmit: Hintergrundgesang